# قاسم‌آباد رامجرد
قاسم‌آباد رامجرد یا قاسم‌آباد روستایی در دهستان رامجرد یک بخش مرکزی شهرستان مرودشت استان فارس ایران است.این روستا در 15 کیلومتری شهر مرودشت و 7 کیلومتری پتروشیمی شیراز قرار دارد.چند سالیست افتتاح شرکت های صنعتی مجاور این روستا افزایش یافته.
این روستا دارای طبیعتی زیبا مخصوصا در فصل بهار است.
امامزاده شاهغیب در این روستا وجود دارد که یک مکان زیارتی است.
علاقمندان به تاریخ این روستا میتوانند به کتاب (ده قاسم اباد رامجرد) نوشته مهندس ایرج روحانی منتشر شده سال 1343 هجری شمسی مراجعه کنند

## جمعیت
بر پایه سرشماری عمومی نفوس و مسکن در سال ۱۳۹۵ جمعیت این روستا ۸۸۱ نفر (۲۴۶خانوار) بوده‌است.